# Synagoge (Rakovník)
Koordinaten: 50° 6′ 21,9″ N, 13° 43′ 48″ O

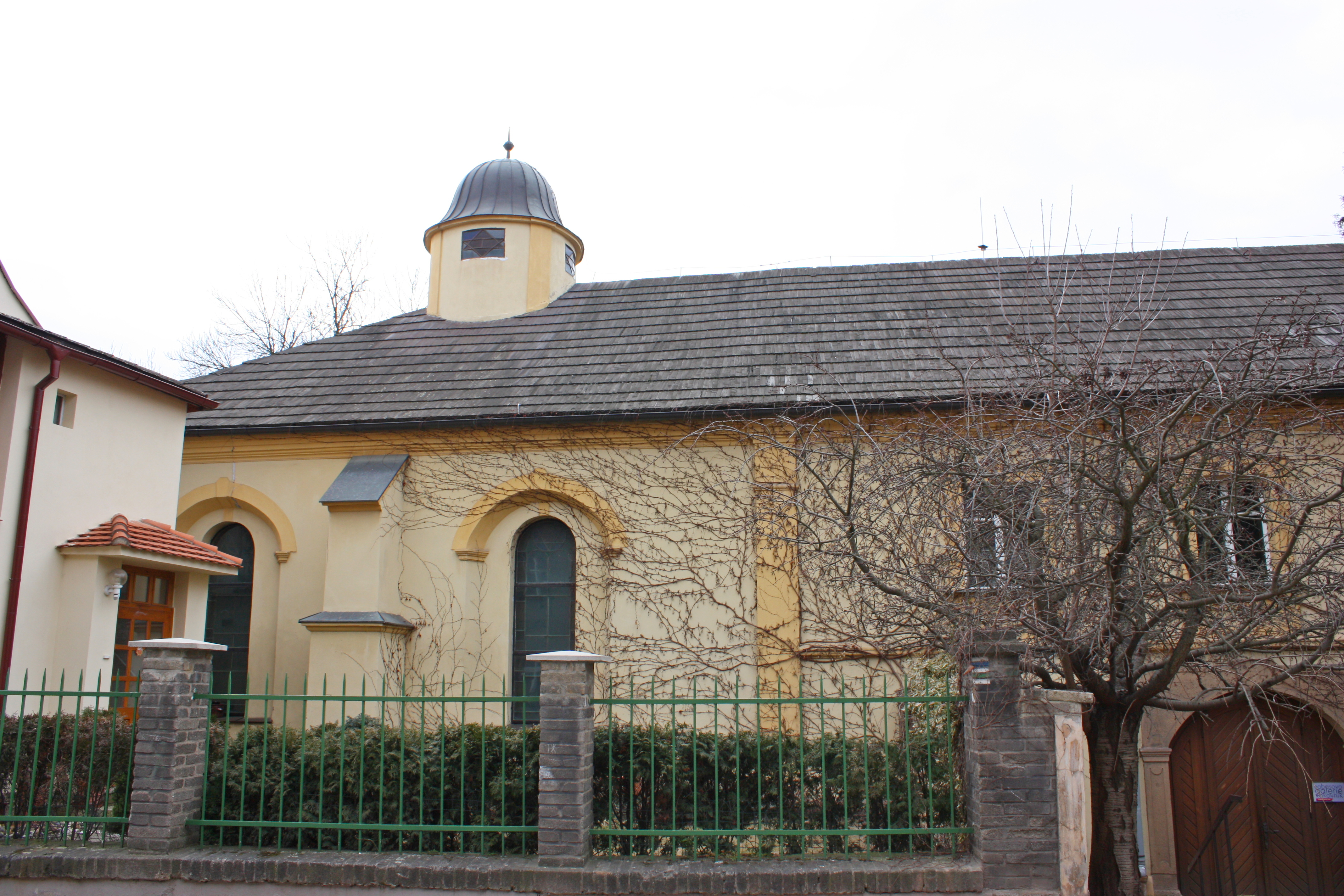
Synagoge in Rakovník

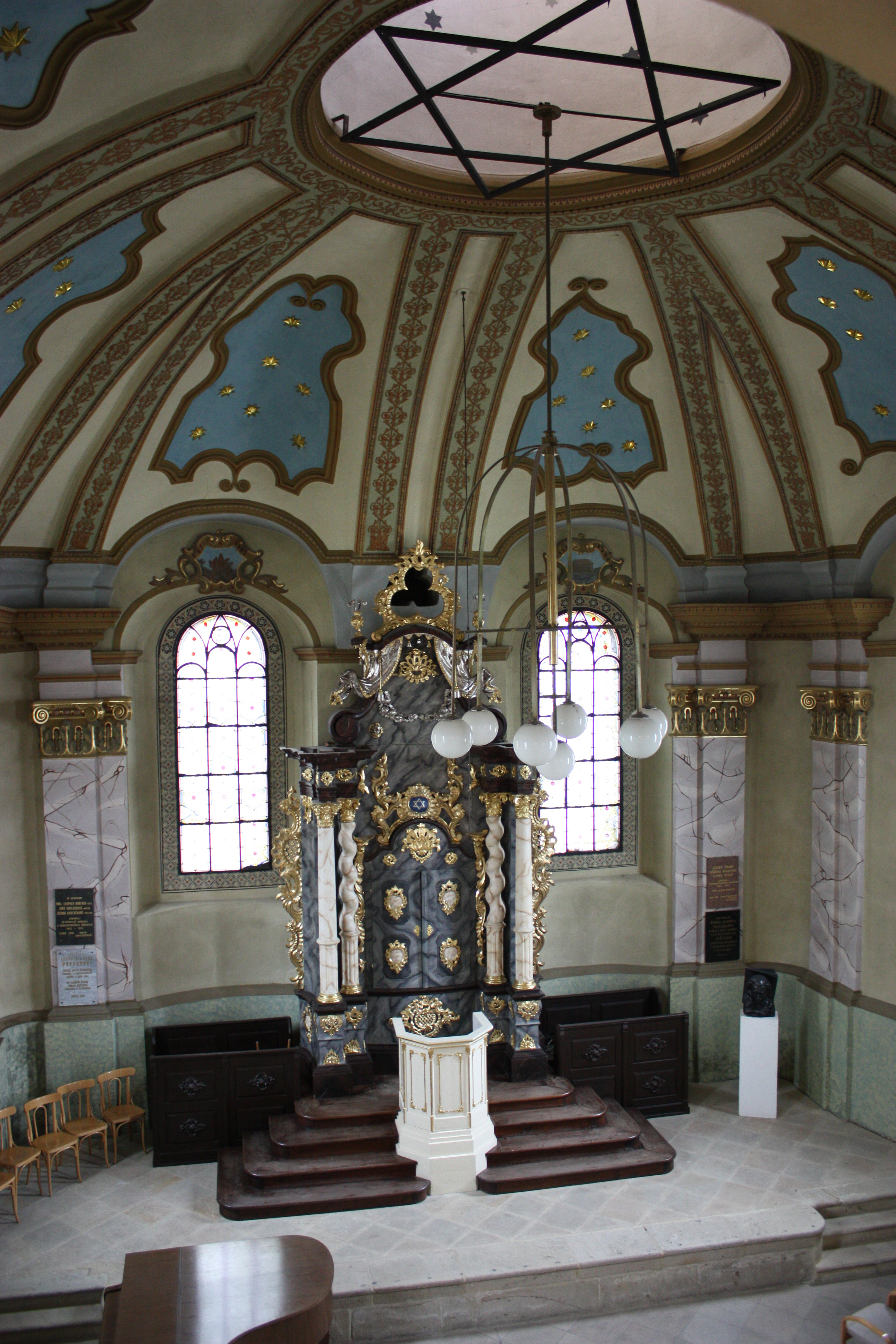
Innenansicht mit Blick auf den Toraschrein

Die Synagoge in Rakovník (deutsch Rakonitz), einer Bezirksstadt in Tschechien in der Mittelböhmischen Region, wurde 1763/64 errichtet. Sie ist heute eine Konzert- und Kulturhalle.

## Geschichte
Die barocke Synagoge wurde an Stelle einer Gebetssaals aus dem Jahr 1736 gebaut. Sie wurde mehrfach erweitert und umgebaut; so im Jahr 1792 mit Stilelementen des Rokoko. Ein Feuer 1920 beschädigte sie, dies wurde aber bis 1927 ausgebessert.
Zwischen 1938 und 1941 bestand mit der christlichen Gemeinde die (einzigartige) Übereinkunft, dass das Gebäude samstags von den Juden und sonntags von den Christen für Gottesdienste benutzt werden konnte.
Die jüdische Bevölkerung wurde 1942 in die Vernichtungslager deportiert. Nach dem Krieg gab es keine jüdische Gemeinschaft mehr in Rakovnik.
Von 1942 bis in die 1950er Jahre wurde das Gebäude als Gotteshaus der Hussitischen Kirche genutzt. Seither ist sie eine Konzerthalle; auf der Frauenempore befindet sich eine Kunstgalerie.
In den 1990er Jahren fanden umfangreiche Restaurierungen statt.

## Beschreibung
Die Synagoge ist im Ostteil des langgestreckten Gebäudes. Vom Eingang kommt man in das Vestibül. Von dort gehen einige Treppenstufen hinab in den Gebetsraum der Männer und zur Treppe auf die Frauenempore über dem Vestibül.
Die Haupthalle ist nahezu quadratisch und hat eine oktogonale bemalte Kuppel. Über den bemalten Fenstern sind Kartuschen mit Bildern (vermutlich) biblischer Themen.
Der Toraschrein ist über einige Stufen erreichbar; er wird von je zwei Säulen eingerahmt. Er wird von einem Baldachin und einer Krone gekrönt.
Über dem Steinportal ist die vergoldete hebräische Inschrift angebracht: „Dies ist das Tor zu Gott, die Gerechten werden hindurch gehen.“